# The Piano Guys
The Piano Guys je americká hudební skupina. Tato skupina se proslavila především díky serveru YouTube, kde publikuje hlavně hudební klipy populárních písní (ztvárněné stylem mash-up).

## Historie
Příběh The Piano Guys se začíná psát u Paula Andersona, který vlastnil klavírní obchod v Saint George v Utahu. Setkal se s hudebníkem Jonem Schmidtem, kterého se zeptal, zda by s ním mohl hrát na nadcházejícím koncertu. O několik měsíců později začali Paul Anderson, Tel Stewart a Jon Schmidt natáčet videa. Tehdy začali The Piano Guys fungovat jako studio. V létě roku 2013 se od skupiny odpojil Tel Stewart, který předtím pomáhal s vytvářením videí. Po pěti letech nahrávání videí sklidili ze strany diváků na YouTube velký obdiv.

## Členové

### Jon Schmidt
Tento klavírista původem z Německa probudil své nadání k hudbě ve velmi mladém věku díky klavírním lekcím, ke kterým ho přiměli jeho rodiče. Své první skladby začal skládat již v jedenácti letech a velmi brzo také začal vyučovat hru na klavír. Kariéru hudebníka dělá od svých dvaceti let.

### Steven Sharp Nelson
V The Piano Guys přispívá hrou na cello, a to jak akustické, tak elektrické. Hudební vzdělání získal na univerzitě v Utahu, kde absolvoval roku 2002. Dnes nabízí i elektrická cella pod značkou Sharp Musical Instruments.

### Paul Anderson
Paul Anderson se se svou rodinou přestěhoval do Utahu ve dvanácti letech. Když dokončil střední školu, odjel do Seattlu, aby tam sloužil v Církvi Ježíše Krista Svatých posledních dnů. Zatímco zde sloužil, zalíbily se mu klávesy, u kterých zůstal. Paul tvrdí, že jeho netradiční vzdělání mu pomohlo uspět, protože se dříve vůbec neorientoval v ekonomice. Práci producenta a kameramana v The Piano Guys si podle svých slov velmi oblíbil a říká, že by byl šťastný, kdyby zde mohl pracovat věčně.

## Bývalí členové

### Tel Stewart
Tel Stewart se narodil a vyrůstal v Leeds v Utahu. Studoval mediální komunikaci s důrazem na digitální filmovou produkci a navštěvoval Dixie State College, studio pro natáčení videí pro zábavu či fotografování svateb. Byl to právě on, kdo přišel s nápadem klavírního zvedáku a po premiéře této filmové techniky v klipu ke Game Day začal spolupracovat na dalších videích s klavíry v přírodě. V létě roku 2013 se odpojil, aby, podle svých slov, "mohl zůstat kreativní".

## Úspěchy
Několik skupinových videí na YouTube má více než 15 milionů zhlédnutí. Dne 19. října 2020 měl jejich YouTube kanál skoro 2 miliardy zhlédnutí.

## Nejznámější klipy
Ve většině písní nahráli několik zvukových stop, které byly poté smíchány. Mají vyvolat dojem, že je ve videu mnoho nástrojů, ačkoli ve skutečnosti hrají jen dva lidé.

### Michael meets Mozart
Michael Meets Mozart
V tomto videu Jon a Steven hrají původní hip hop a klasický mash-up, který je zpestřen různými zvukovými efekty. Podle popisu videa byly všechny zvukové efekty vytvořeny pouze pomocí nástrojů uvedených ve videu (klavír, violoncello, bicí a basový buben) a z více než 100 nahraných skladeb. Tento klip je vysílán na YouTube od 17. května 2011 jako pocta W. A. Mozartovi a Michaeli Jacksonovi.

### Cello song
Cello Song
Tato skladba je přizpůsobením Bachovy suity pro sólové violoncello Prélude bez doprovodu. Zatímco původní předehra je pro sólové violoncello, Steven ji upravil pro 8 violoncell. Na YouTube bylo video nahráno 14. června 2011. V popisu Steven vysvětluje, že klip přejmenoval na "Cello Song", protože si lidé nepamatovali jeho původní jméno.

### Moonlight
Moonlight
V tomto videu hraje Steven Sharp Nelson soundtrack ke známému seriálu Moonlight. Na jednu část klipu použil elektrické violoncello, na druhou violoncello klasické. Tento klip byl na Youtube nahrán 14. července 2011.

### Rock meets Rachmaninoff
Rock meets Rachmaninoff
Toto video ukazuje, jak Jon Schmidt hraje moderní verzi Prelude Sergeje Rachmaninova. Podle popisu Jon psal tuhle písničku, když jeho syn založil svou první kapelu a zkoumal hudbu na YouTube. Na YouTube existují dvě verze této písně. Na rozdíl od ostatních klipů zde klavír zní mnohem hlasitěji než ostatní nástroje.

### Cello wars
Cello Wars
Steven hraje mistra Jedi a pána Sithu, kteří proti sobě přišli svést hudební boj na violoncella. Jedi a Sith k boji používají více než jen svá violoncella , a to sílu svých světelných mečů.

### Peponi
Peponi
Zde se The Piano Guys rozhodli vyzkoušet africké téma. Videoklip byl nahráván na vrcholu místního Red Stone Mountain nedaleko St. George Utah. Na přepravu posádky a klavíru bylo potřeba použít vrtulníky.

### Beethoven's 5 secrets
Beethoven's 5 Secrets
V roce 2012 americká Heritage Lyceum (filharmonie) a jeho ředitel Kayson Brown začali experimentovat s myšlenkou klipu na základě páté symfonie Beethovena. Orchestr zahrál "Tajemství Beethovenovy" s The Piano Guys na YouTube, kteří tímto získali 2 miliony zhlédnutí do 2 měsíců ode dne vydání klipu.

## YouTube's "Most Up and Coming Channel"
V červnu 2011 se jejich kanál na YouTube ocitl na vzestupu díky dvěma videím - "Piráti z Karibiku" s Jarrod Radnich a "Michael Meets Mozart" s Jonem Schmidtem a Stevnem Sharp Nelsonem. Nejlepším klipem podle počtu zhlédnutí je klip Piráti z Karibiku. Tento klip představil jejich přítele, pianistu a skladatele Jarroda Radnicha, který ukazuje svůj výkon a kompoziční dovednosti na klavír. The Piano Guys natočili druhé video s Jarrodem Radnichnem a nahráli jej 7. června 2011. Radnich zahrál na téma Johna Williamse 'Harry Potter a Kámen mudrců'. Tento klip dosáhl v prosinci 2012 více než 9 milionů zhlédnutí.

## Alba
Youtube Hits Vol. 1
Album vydali v prosinci 2011.
1. Michael Meets Mozart
2. Moonlight
3. Without You
4. The Cello Song
5. Rolling In The Deep
6. Cello Wars (Radio Edit)
7. O Fortuna (Carmina Burana)
8. Bring Him Home (Les Misérables)
9. Charlie Brown Medley
10. Rock Meets Rachmaninoff
11. All Of Me

The Piano Guys
Album vydali v říjnu 2012.
1. Titanium / Pavane
2. Peponi (Paradise)
3. Code Name Vivaldi
4. Beethoven's 5 Secrets
5. Over the Rainbow / Simple Gifts
6. Cello Wars
7. Arwen's Vigil
8. Moonlight
9. A Thousand Years
10. Michael Meets Mozart
11. The Cello Song
12. Rolling in the Deep
13. What Makes You Beautiful

The Piano Guys 2

Album bylo vydáno v květnu 2013.
1. Begin Again
2. Rockelbel's Canon
3. Mission Impossible
4. Lord of the Rings
5. Berlin

1. All of Me
2. Just the Way You Are
3. Nearer My God to Thee
4. Waterfall
5. Charlie Brown Medley
6. Me and My Cello (Happy Together)
7. Twinkle Lullaby

Family Christmas
Album bylo vydáno v říjnu 2013.
1. Angels We Have Heard on High
2. O Come, O Come, Emmanuel
3. Good King Wenceslas
4. Carol of the Bells / God Rest Ye Merry Gentlemen
5. Where Are You Christmas
6. Let It Snow / Winter Wonderland
7. Still, Still, Still
8. We Three Kings
9. Away in a Manger
10. Christmas Morning
11. Winter Wind
12. Silent Night